# Kirgistan na Zimowych Igrzyskach Olimpijskich Młodzieży 2012
Kirgistan na Zimowych Igrzyskach Olimpijskich Młodzieży 2012, które odbywały się w Innsbrucku reprezentował 1 zawodnik.

## Skład reprezentacji Kirgistanu

### Biegi narciarskie
Chłopcy
| Zawodnik           | Konkurencja   | Kwalifikacje | Kwalifikacje | Ćwierćfinał   | Ćwierćfinał   | Półfinał      | Półfinał      | Finał         | Finał         |
| Zawodnik           | Konkurencja   | Wynik        | Miejsce      | Wynik         | Miejsce       | Wynik         | Miejsce       | Wynik         | Miejsce       |
| ------------------ | ------------- | ------------ | ------------ | ------------- | ------------- | ------------- | ------------- | ------------- | ------------- |
| Zafar Szakhmuratow | Sprint        | 2:01.09      | 43.          | Nie awansował | Nie awansował | Nie awansował | Nie awansował | Nie awansował | Nie awansował |
| Zafar Szakhmuratow | Bieg na 10 km |              |              |               |               |               |               | 39:07.1       | 46.           |